# Anglikanische Diözese Leeds

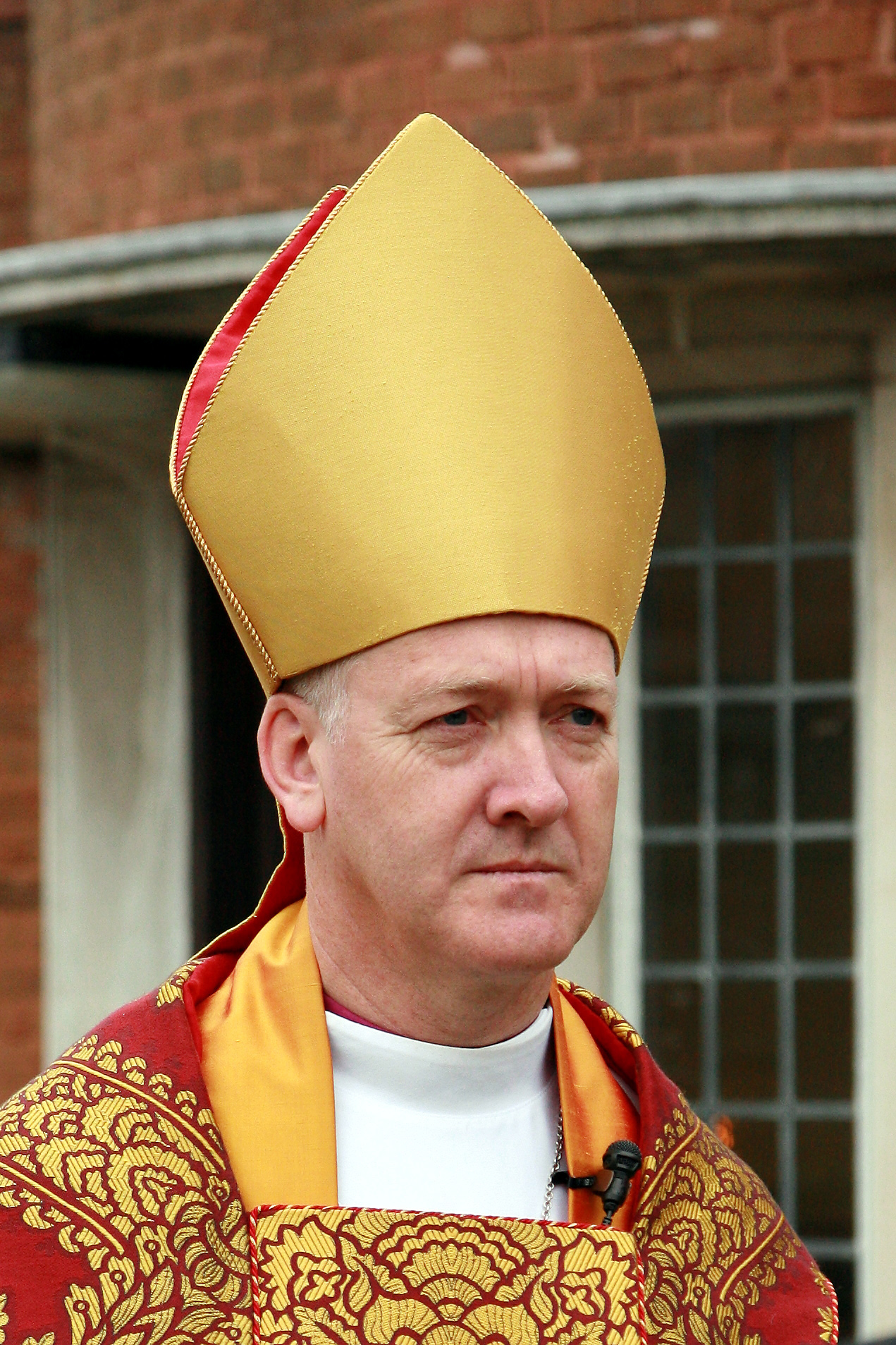
Nicholas Baines

Das Bistum Leeds (lat. Dioecesis Loidensis, engl. Diocese of Leeds) ist eine anglikanische Diözese in der Kirchenprovinz York der Church of England mit Sitz in Leeds. Sie besteht erst seit einer Diözesanreform des Jahres 2013 und wurde zeitweise auch als Diözese von West Yorkshire und den Dales bezeichnet. Bischof ist seit 2014 Nicholas Baines, zuvor Bischof von Bradford.

Prokathedralen
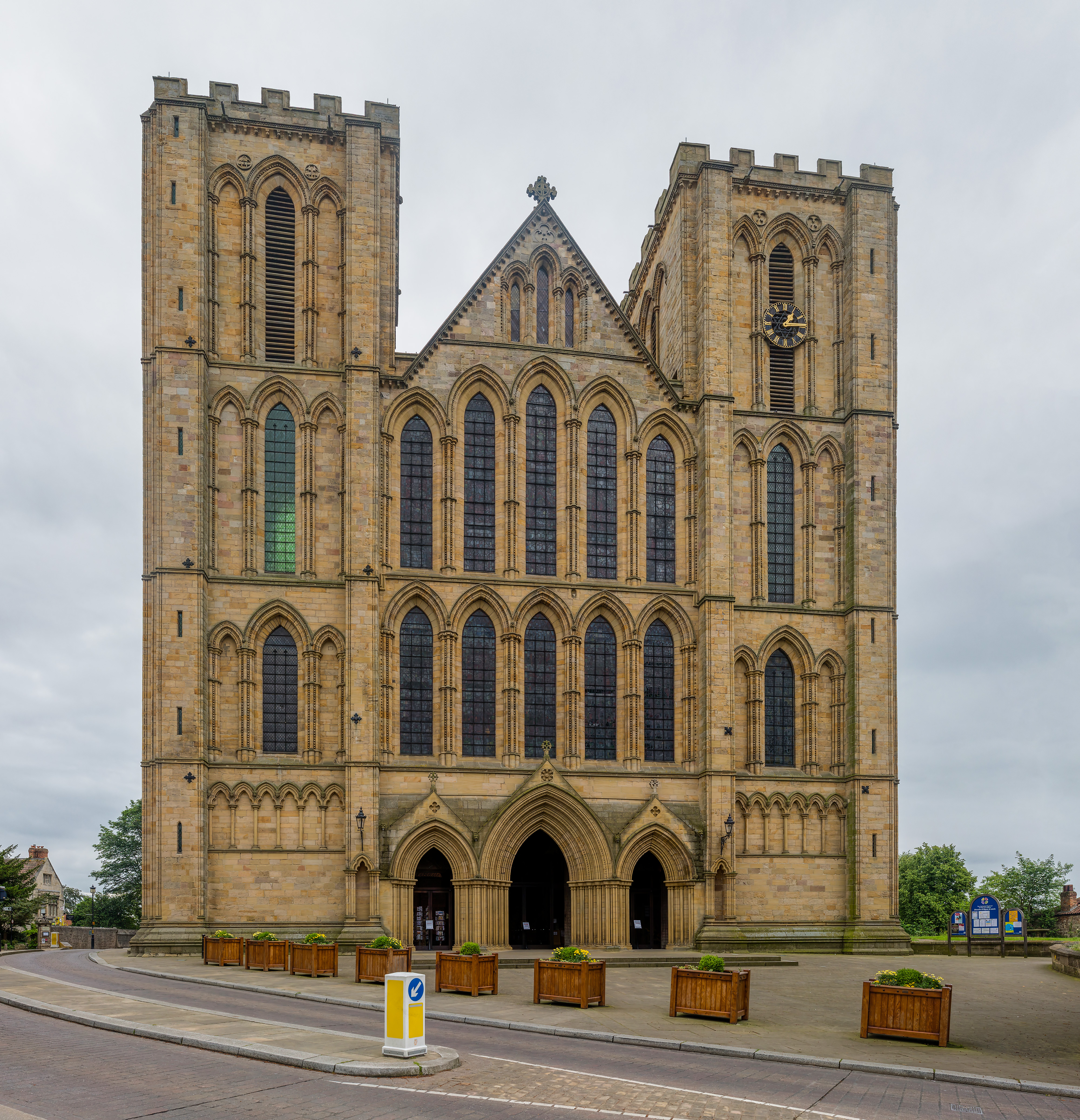
Ripon Cathedral
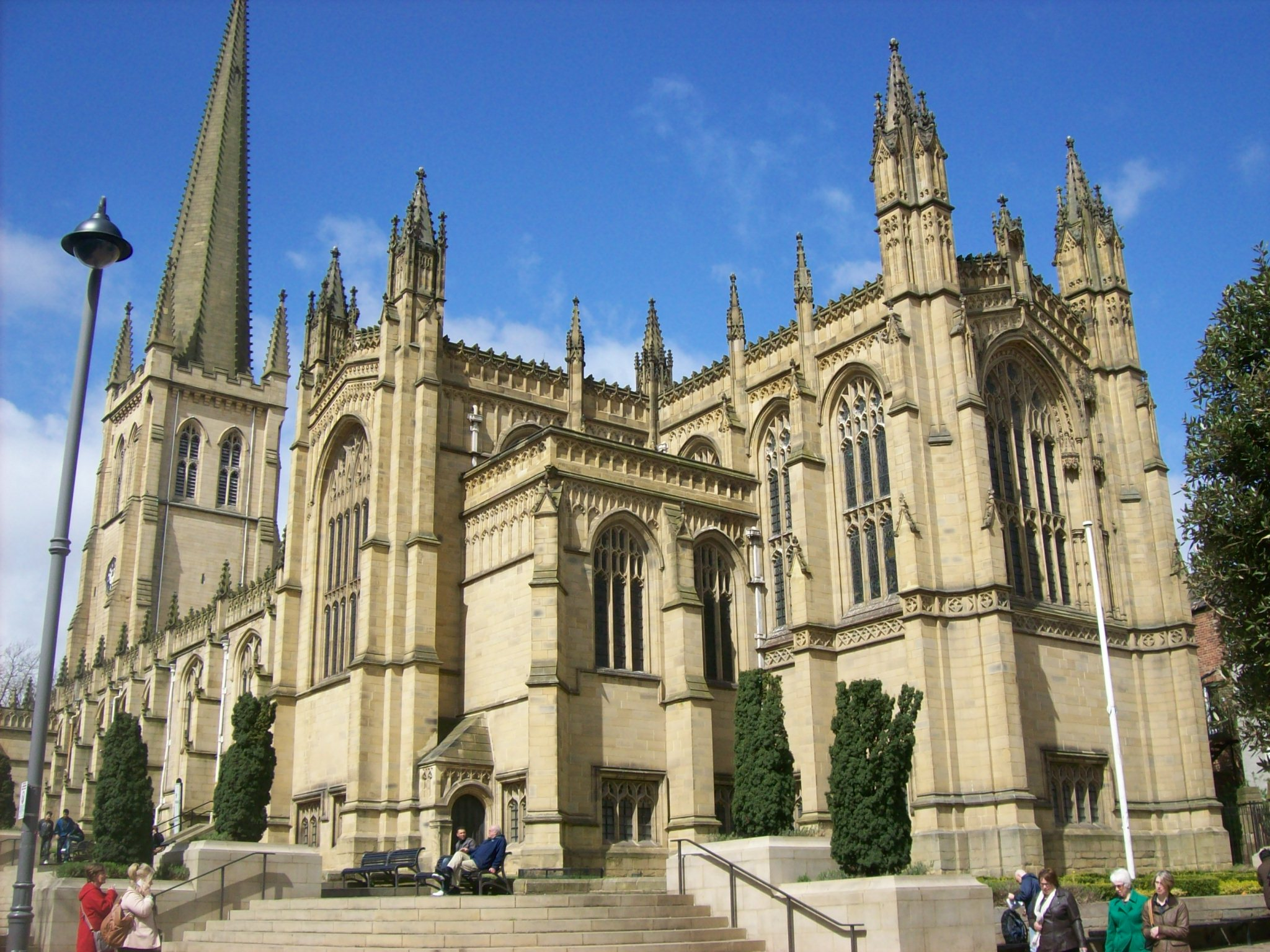
Wakefield Cathedral
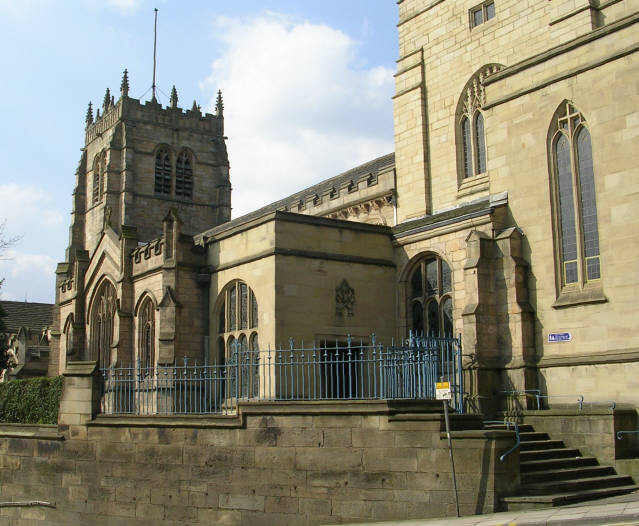
Bradford Cathedral
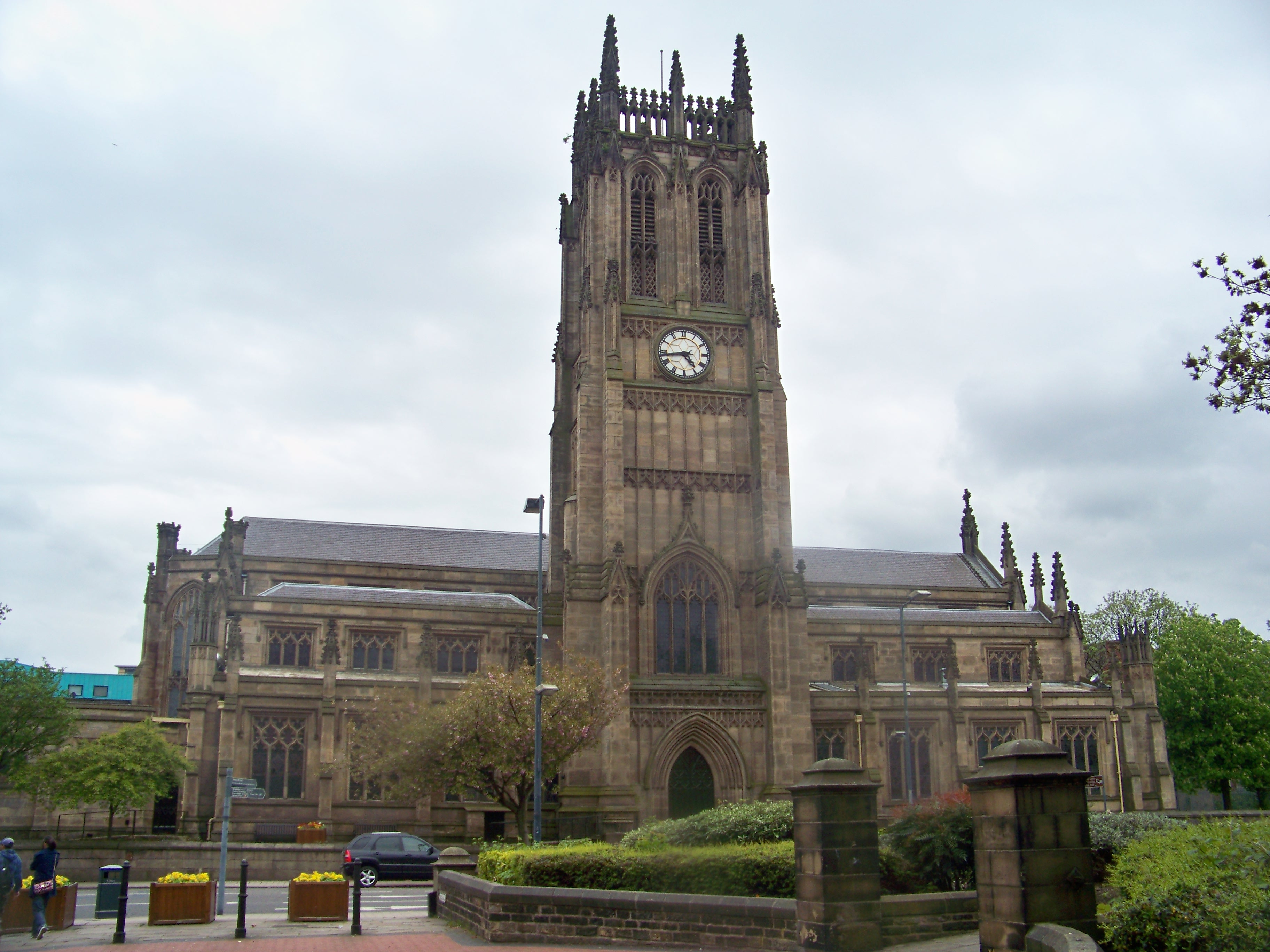
(Leeds Minster St. Peter)

Wappen der Diözese

## Diözesangebiet
Die Diözese umfasst das Gebiet von West Yorkshire und den Dales.
Oberhaupt der Diözese ist der Bischof von Leeds. Regionalbischöfe gibt es in
- Ripon (N.N.)
- Kirkstall (Arun Arora)
- Wakefield (Tony Robinson)
- Bradford (Toby Howarth) und
- Huddersfield (Smitha Prasadam)

Archidiakonate bestehen in Richmond and Craven, Halifax, Leeds, Pontefract und Bradford.

## Geschichte
Das Bistum Leeds wurde 2013 auf Beschluss der Generalsynode der Church of England neu errichtet und besteht seit dem 20. April 2014. 1999 war die Diözese Ripon bereits in Diözese Ripon und Leeds umbenannt worden.
Das Bistum Leeds besteht aus den ehemaligen Bistümern Bradford, Ripon and Leeds und Wakefield in West Yorkshire und den Yorkshire Dales.

### Bistum Bradford
Die Diözese Bradford (lat.: Dioecesis Bradfordensis) mit Sitz in Bradford und Archidiakonaten in Bradford und Craven entstand erst im Jahr 1919; sie ging im Jahr 2014 in der Diözese Ripon und Leeds auf.
Die Kathedrale von Bradford ist Co-Kathedrale der Diözese Leeds. Letzter Bischof war Nicholas Baines, jetzt Bischof von Leeds.

### Bistum Ripon (Ripon und Leeds)
Mit Eadhæd ist bereits für die Zeit um 680 ein Bischof von Ripon bekannt. Die Diözese Ripon mit Sitz in Ripon und Archidiakonaten in Richmond und Leeds entstand jedoch erst 1836, sie war die erste in England neu gegründete Diözese seit der Reformationszeit. 1999 wurde die Diözese in Diözese Ripon und Leeds umbenannt. Sie ging im Jahr 2014 in der neugeschaffenen Diözese Leeds auf.
Letzter Bischof war Stephen Platten, er ging 2013 in den Ruhestand. Die Kathedrale von Ripon ist Co-Kathedrale der Diözese Leeds.

### Bistum Wakefield
Die Diözese Wakefield mit Sitz in Wakefield und Archidiakonaten in Halifax und Pontefract entstand 1888. Sie ging im Jahr 2014 in der neugeschaffenen Diözese Leeds auf.
Letzter Bischof war David Young, er ging 2014 in den Ruhestand. Die Kathedrale von Wakefield ist Co-Kathedrale der Diözese Leeds.